# Trolle Rhodin (1917–1997)
Olof Trollhaimen (Trolle) Rhodin, född 7 december 1917 i S:t Petri församling i Malmö, död 17 september 1997 i Malmö, var en svensk cirkusdirektör. Han var son till Brazil Jack och bror till Teddy Rhodin.
Trolle Rhodin växte upp i en cirkusfamilj och startade 1941 Trolle Rhodins Zoo Cirkus, med vilken han turnerade i Sverige och övriga Europa. År 1964 upplöste Rhodin sin cirkus och flyttade  till USA, där han engagerades av Ringling Bros. and Barnum & Bailey Cirkus. På 1990-talet återvände han till Sverige, där hans barn, bland vilka märks Trolle Jr, sedan 1982 återupplivat och drivit Cirkus Brazil Jack.